# Ratcliffe-Highway-Morde

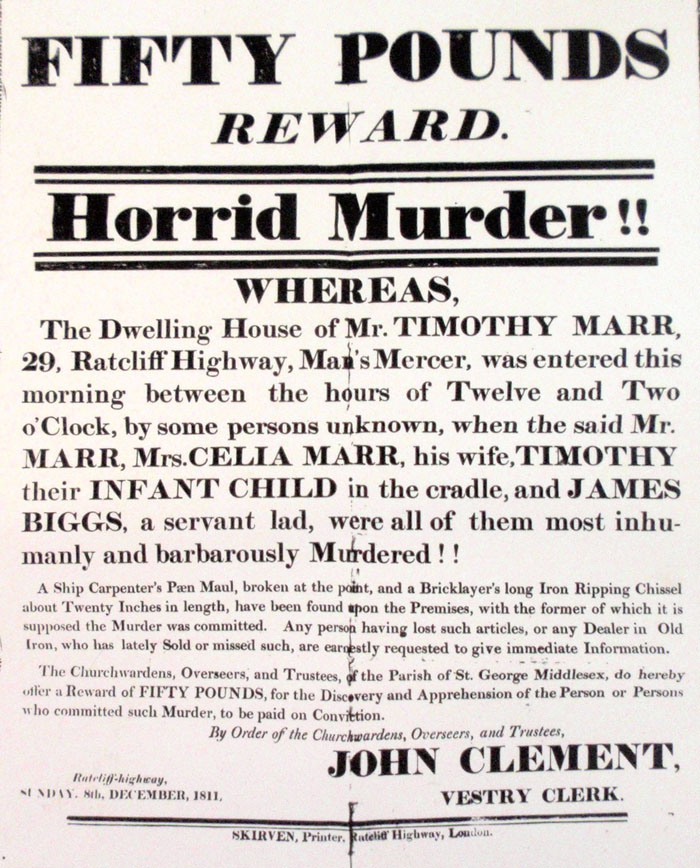
Plakat, das eine Belohnung von 50 ₤ für Informationen zu den Morden vom 7. Dezember verspricht. James Gowan, Marrs Lehrling, wird fälschlich mit dem Namen „Biggs“ bezeichnet.

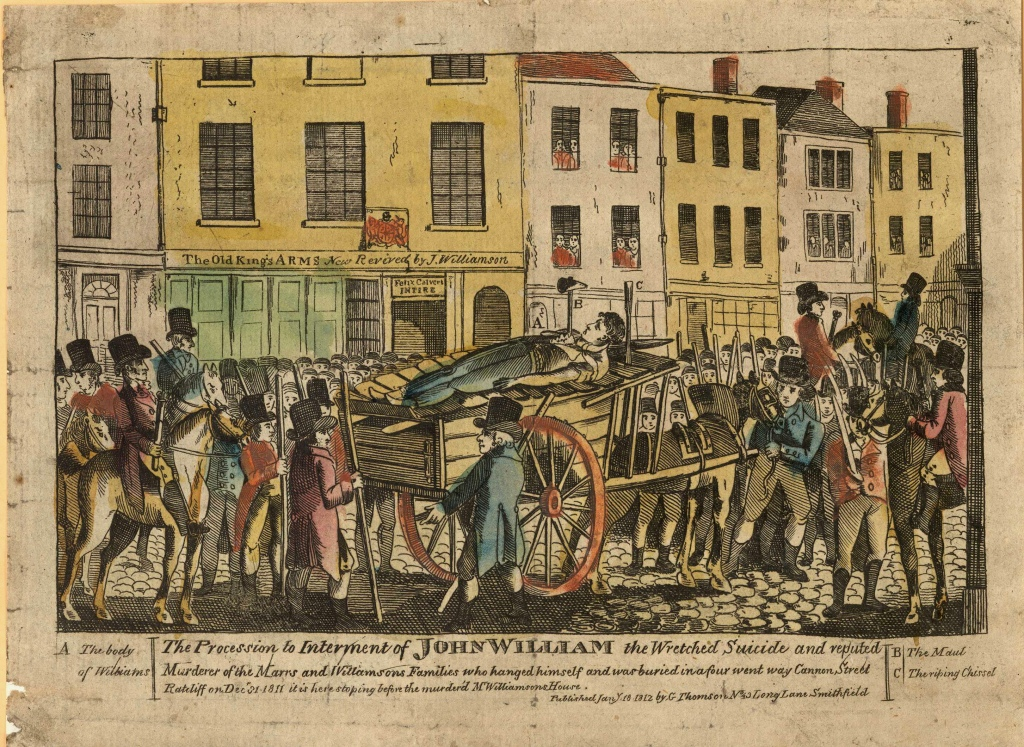
Die Prozession mit dem Leichnam John Williams

Die Ratcliffe-Highway-Morde waren ein Kriminalfall, der sich im Dezember 1811 in einem östlichen Randbezirk von London ereignete. Der spektakuläre Fall, bei dem in zwei verschiedenen Nächten sieben Menschen in ihren Häusern direkt am Ratcliffe Highway oder in seiner unmittelbaren Nähe ermordet wurden, erregte in Großbritannien große Aufmerksamkeit. Die Morde wurden dem Seemann John Williams zugeschrieben, der kurz nach seiner Verhaftung am 28. Dezember 1811 durch Suizid starb und nach heutiger Ansicht mit hoher Wahrscheinlichkeit unschuldig war. Zweifel an seiner Schuld äußerten bereits Zeitgenossen. Die Morde unterminierten das Vertrauen der Bevölkerung in lokale Verwaltungseinheiten und ihre Fähigkeit, Recht und Ordnung aufrechtzuerhalten. In London hatten sie zur Folge, dass eine zentrale Polizeieinheit geschaffen wurde.
Die brutalen Ratcliffe-Highway-Morde beschäftigten die britische Öffentlichkeit für mehr als ein dreiviertel Jahrhundert. Erst die Jack the Ripper zugeschriebenen Morde an Prostituierten im Londoner East End im Jahre 1888 ließen die Morde etwas in Vergessenheit geraten. Sie sind heute vor allem von Interesse, weil sie Einblicke in die polizeiliche Ermittlungsarbeit zu Beginn des 19. Jahrhunderts geben.

## Ablauf der Ereignisse

### Tatort
Alle Morde ereigneten sich am Ratcliffe Highway, einer seit römischer Zeit bestehenden Straße, die in östlicher Richtung aus dem Zentrum von London führt und die heute The Highway genannt wird. Die beiden Tatorte befinden sich an Stellen, die nicht weit entfernt von den Hafenanlagen lagen. Die Straße führte dort durch ein belebtes Arbeiterviertel und wurde entsprechend stark frequentiert.

### Die Morde am 7. Dezember

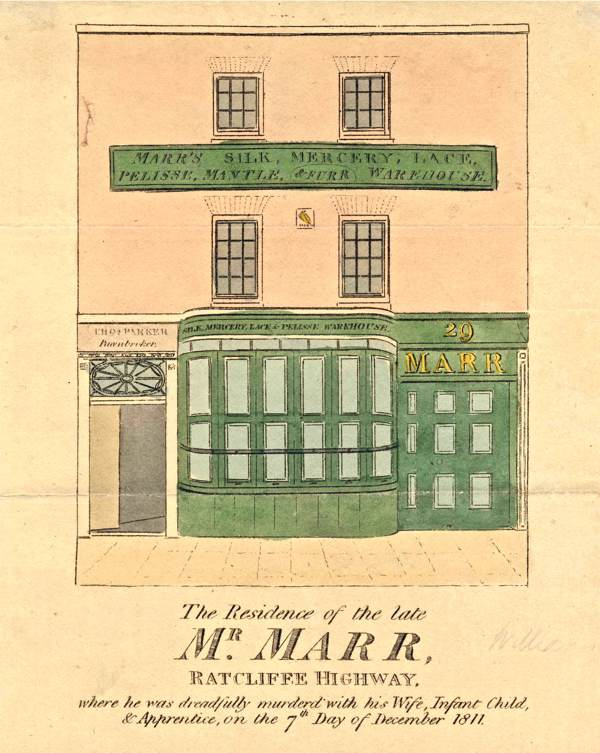
Zeichnung des Hauses der Marrs mit dem Wirkwarenladen

Der Stoffhändler Timothy Marr hatte am Samstag, dem 7. Dezember 1811 seinen Laden bis Mitternacht geöffnet gelassen. Dies war übliche Praxis zu einer Zeit in dem Arbeiterviertel, wo viele Kunden erst auf dem Heimweg ihres langen Arbeitstages einkaufen konnten. Kurz bevor er seinen Laden schloss, schickte er seine Dienstmagd Margaret Jewell mit einer Pfundnote los, um eine ausstehende Rechnung beim Bäcker zu begleichen und für das Abendbrot der Familie noch Austern einzukaufen. Jewell fand den Bäckerladen bereits geschlossen vor und suchte auch vergeblich nach einem noch geöffneten Austernladen. Auf der Suche nach einem geöffneten Laden kam sie gegen 24 Uhr noch einmal am Haus der Marrs vorbei und sah durch das geöffnete Fenster ihren Dienstherren, wie er dabei war, Stoffe zusammenzufalten. Sie kehrte gegen 0 Uhr 20 morgens zum Haus der Marrs zurück, ohne einen noch offenen Laden gefunden zu haben. Als sie an der verschlossenen Haustür klingelte, blieb zunächst jegliche Reaktion aus. Nach einem erneuten Klingeln hörte sie leise Schritte auf der Treppe, dann ein leises Schreien des Babys des Ehepaars Marr. Erneut öffnete aber niemand die Tür, so dass die mittlerweile verängstigte Jewell mehr als 30 Minuten an der Tür ausharrte. Kurz vor ein Uhr kam der Nachtwächter George Olney auf seiner regelmäßigen Tour durch das Viertel vorbei.
Olney hatte gleichfalls kurz vor Mitternacht Timothy Marr noch lebend gesehen, der zu dem Zeitpunkt dabei war, die Fensterläden zu schließen. Als er kurz nach Mitternacht wieder am Haus vorbeikam, fiel ihm auf, dass einer der Läden nicht richtig festgemacht war. Auf seinen Ruf hin habe ihm eine Männerstimme aus dem Haus geantwortet, dass man dies wisse. Das Gespräch zwischen dem Nachtwächter und Jewell erregte die Aufmerksamkeit eines Pfandleihers, der im benachbarten Haus wohnte. Er rief ihnen zu, er könne von einem seiner Fenster sehen, dass die Hintertür offen stünde. Vom Nachtwächter und hinzugekommenen Nachbarn ermutigt, kletterte der Pfandleiher über den Zaun und betrat das Haus von der rückwärtigen Tür aus. Er fand den 24 Jahre alten Timothy Marr, seinen 14-jährigen Lehrling James Gowan und Celia Marr erschlagen vor. Wenig später fand Margaret Jewell auch den erst dreimonatigen Sohn der Marrs mit durchgeschnittener Kehle tot in seiner Wiege. Geld lag zwar verstreut herum, es schien aber kein wesentlicher Geldbetrag gestohlen worden zu sein. Fußspuren wiesen darauf hin, dass der oder die Mörder durch die rückwärtige Tür geflohen war. Tatwerkzeug war offensichtlich ein Hammer, wie er von Schiffszimmerern verwendet wurde, der blutverschmiert in einem der oberen Räume gefunden wurde. Ein Rasiermesser oder ähnliches, das offensichtlich für den Mord an dem Säugling verwendet wurde, wurde dagegen nicht gefunden.
Zu den rätselhafteren Gegenständen im Haus zählte ein eiserner Meißel. Wie Margaret Jewell berichtete und in den nächsten Tagen auch Nachbarn bestätigten, hatte Timothy Marr im ganzen Haus nach einem Meißel gesucht. Den hatte ein Handwerker, der Umbauten und Reparaturen im Laden von Marr vorgenommen hatte, von einem Nachbarn ausgeliehen. Als er an den Nachbarn zurückgegeben werden sollte, hatte der Handwerker behauptet, ihn im Hause der Marrs zurückgelassen zu haben. Wenige Tage vor dem Mordereignis der Nacht vom 7. Dezember hatte Timothy Marr seinen Nachbarn informiert, im ganzen Haus vergeblich nach diesem Werkzeug gesucht zu haben. Dieser Meißel lag jetzt an der Seite von Marrs Körper, wies aber keinerlei Spuren auf, die darauf hinwiesen, dass er eines der Tatwerkzeuge sei.

### Die Morde am 19. Dezember

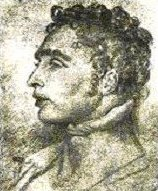
Zeichnung des seinerzeit verdächtigten John Williams, angefertigt nach seinem Tod

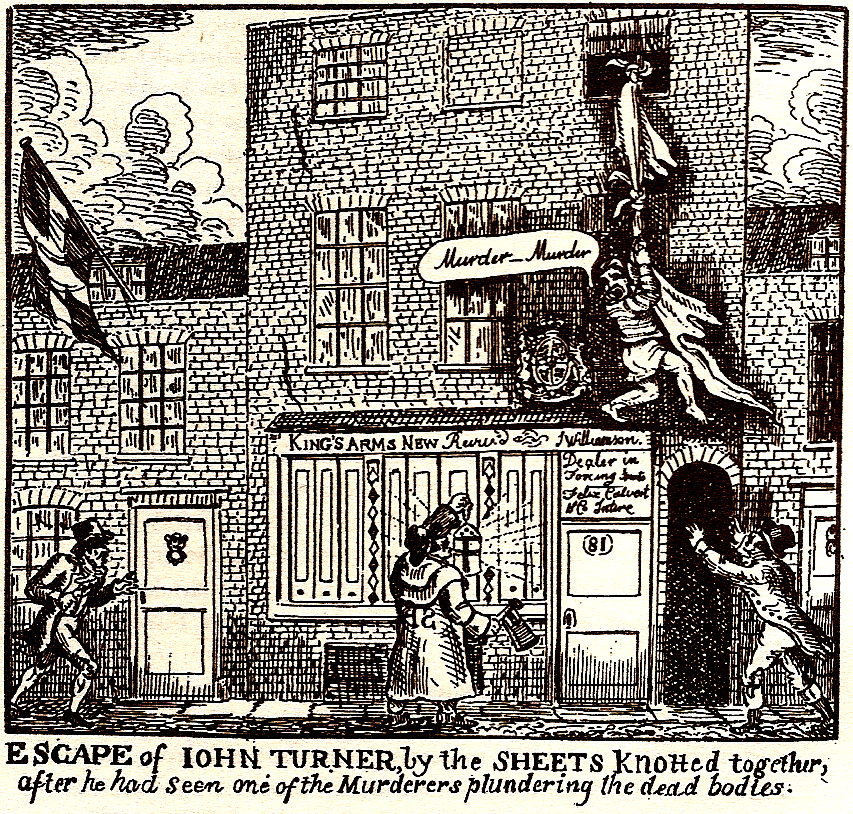
John Turners Flucht aus dem King's Arms. Zeitgenössische Darstellung

Am 19. Dezember traf ein Nachtwächter auf den halbbekleideten und vor Furcht zitternden John Turner in der New Gravel Lane, wenige hundert Meter vom Ratcliffe Highway. John Turner hatte sich in seinem möblierten Zimmer oberhalb der Gaststätte King’s Arms früh zu Bett gelegt. Als die Gaststätte geschlossen wurde, hörte er Schreie und als er die Treppe halb hinuntergestiegen war, sah er eine Person, die sich über einen am Boden liegenden Körper beugte. In seiner Panik versuchte Turner zunächst vergeblich über die Dachluke zu fliehen, kletterte dann aber mit Hilfe seines Betttuches aus dem Fenster seines Zimmers.
Gemeinsam mit Nachbarn drang der Nachtwächter über die Kellertür in das Haus ein und fand dort John Williamson, dessen Frau Elizabeth sowie deren  Dienstmädchen Bridget erschlagen und mit durchgeschnittener Kehle vor. Nur der Enkelin der Williamsons, die in einem oberen Zimmer schlief, war nichts passiert. Geld lag zerstreut in den Räumen herum, erneut schien aber nichts Wesentliches gestohlen worden zu sein. Auch hier war die Flucht des Mörders durch die rückwärtige Tür erfolgt.

## Die Ermittlungen
In der Nacht des 7. Dezembers war ein Mitglied der Thames Division Police Office zum Tatort gekommen. Am nächsten Morgen übernahm entsprechend ein Untersuchungsrichter dieser Polizeieinheit die Untersuchung des Falls. Die Leichen wurden wie üblich am Tatort belassen und blieben dort, bis die gerichtliche Untersuchung abgeschlossen war. Das sollte den Mitgliedern des Gerichts die Möglichkeit verschaffen, sich ein Bild von dem Tatvorgang zu machen. Der Zugang zum Tatort war jedoch nicht auf Personen des Gerichts oder der Polizei beschränkt. Auch Neugierige konnten sich Zutritt zum Tatort verschaffen. Ihnen war selbst der Anblick der Leichen möglich.
Die Polizei verhaftete zwar in der Folge der Morde eine Reihe von Personen, sofern sie irgendeinen Anhaltspunkt für einen Verdacht gaben. Sie musste aber jeden wieder freilassen. Die ausgesetzte Belohnung brachte selbst dann keine Hinweise, als sie von anfänglich 50 Pfund auf 150 Pfund verdreifacht wurde. Wenig später wurde die Belohnung durch Zusage von finanziellen Mitteln durch das britische Schatzamt auf 700 Pfund erhöht. 700 Pfund entsprachen einem Jahreseinkommen einer Familie aus der oberen Mittelschicht. Die Höhe der Belohnung ist ein Ausdruck für die Hilflosigkeit und Besorgnis der Regierung angesichts der Tatsache, dass man keinerlei Fortschritte bei den Ermittlungen machte. Nach dem Mord an den Williamsons und ihrem Dienstmädchen wurde die Belohnung um 120 Guinees erhöht. 20 Guinees sollte der erhalten, der den Besitzer der Tatwaffen nennen konnte und weitere 100 Guinees sollten gezahlt werden, wenn diese Person für die Morde verurteilt wurde.

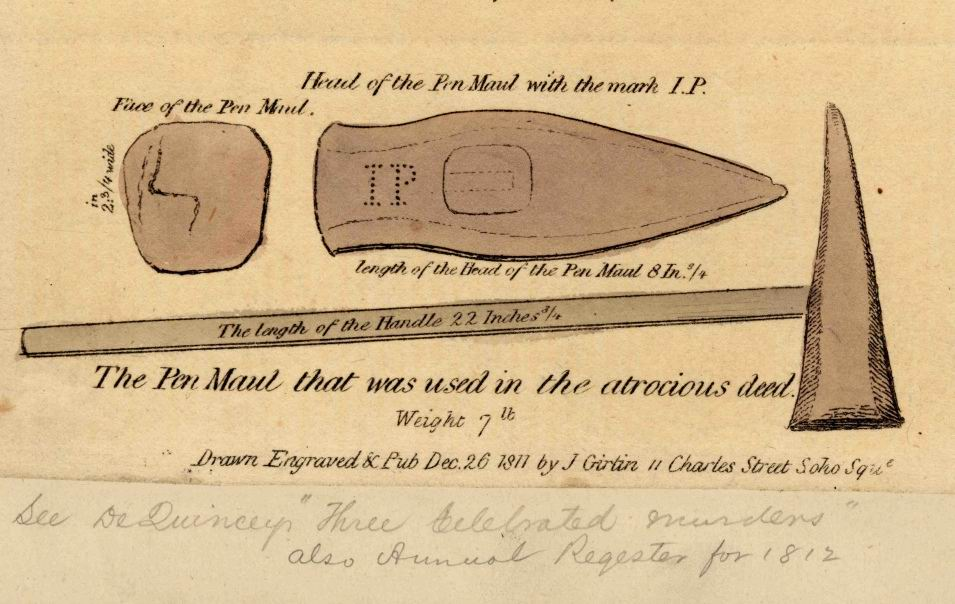
Zeitgenössische Darstellung des Zimmererhammers mit den Initialen IP oder JP

Es dauerte 12 Tage, bis man auf dem Hammer, den man im Hause der Marrs gefunden hatte und der auf Grund der Spuren eindeutig eines der Tatwerkzeuge war, die Initialen JP fand. Dies führte zu den ersten Hinweisen. Es meldete sich eine Mrs. Vermilloe, die gemeinsam mit ihrem Mann Besitzerin der Pear Tree Tavern war. Sie berichtete, dass ein dänischer Seemann mit Namen John Petersen seine Werkzeuge in ihrer Obhut gelassen hatte, als er das letzte Mal Landgang hatte. Er befand sich zum Zeitpunkt des Mordes auf hoher See, aber sein Mitbewohner John Williams hatte sich am 8. Dezember, also einen Tag nach den Morden im Hause des Stoffhändlers, seinen Backenbart abrasiert und seine Strümpfe an der Wasserpumpe im Hof gewaschen. Diese wenigen, vagen Verdachtsmomente reichten aus, um die Polizei zu einer Verhaftung zu bewegen. Am 28. Dezember wurde bekannt, dass John Williams in seiner Zelle Selbstmord begangen hatte.
Der Selbstmord von Williams wurde als Schuldeingeständnis gewertet. Jegliche Widersprüche wurden ignoriert, obwohl es deren reichlich gab. Bei den Mördern der Marrs musste es sich um zwei Personen handeln, denn die Fußabdrücke von zwei Männern waren gefunden worden und Augenzeugen hatten mindestens zwei Männer gesehen, die im Moment der Entdeckung der Tat die Straße heruntergelaufen waren. Die Familie Vermiloe hatte den Hammer und weitere Werkzeuge, die John Peterson in ihrer Obhut gelassen hatte, regelmäßig verwendet. Beispielsweise war mit dem Hammer im Hof Holz gehackt worden und die Kinder der Familie Vermilloe hatten sowohl mit diesem als auch mit einem Meißel im Hof der Gaststätte gespielt, so dass jeder zufällig Vorbeikommende Zugang zu den Werkzeugen gehabt hätte. Es kam zu einer Konstruktion einer Reihe weiterer Verdachtsmomente: Ein Zeuge schwor, dass er Williams drei Wochen vor dem Mord im Hause der Williamsons mit einem langen französischen Messer mit Elfenbeingriff gesehen habe. Ein weiterer Gast der Pear Tree Tavern fand eine blaue Jacke, von der er behauptete, dass sie Williams gehört habe. Behauptet wurde, dass die Innentasche dieser Jacke einen Fleck aufweise, als hätte jemand mit einer blutverschmierten Hand hinein gegriffen. Die forensischen Methoden, die zu dieser Zeit zur Verfügung standen, ließen allerdings keinerlei Feststellung zu, ob es sich bei diesem Fleck um Blut handelte. Solche Nachweise konnten erst im 20. Jahrhundert geführt werden. Es gab auch keinerlei weitere Zeugen dafür, dass diese Jacke tatsächlich Williams gehört hatte. Als Mrs. Vermilloe die Jacke der Polizei übergab, ließ diese ein weiteres Mal die Pear Tree Tavern untersuchen und fand diesmal ein hinter einer Wand verstecktes Klappmesser, das ebenfalls fleckig war. Auch hier vermutete man, dass es sich bei den Flecken um Blut handele.

## Die Prozession des Leichnams von Williams

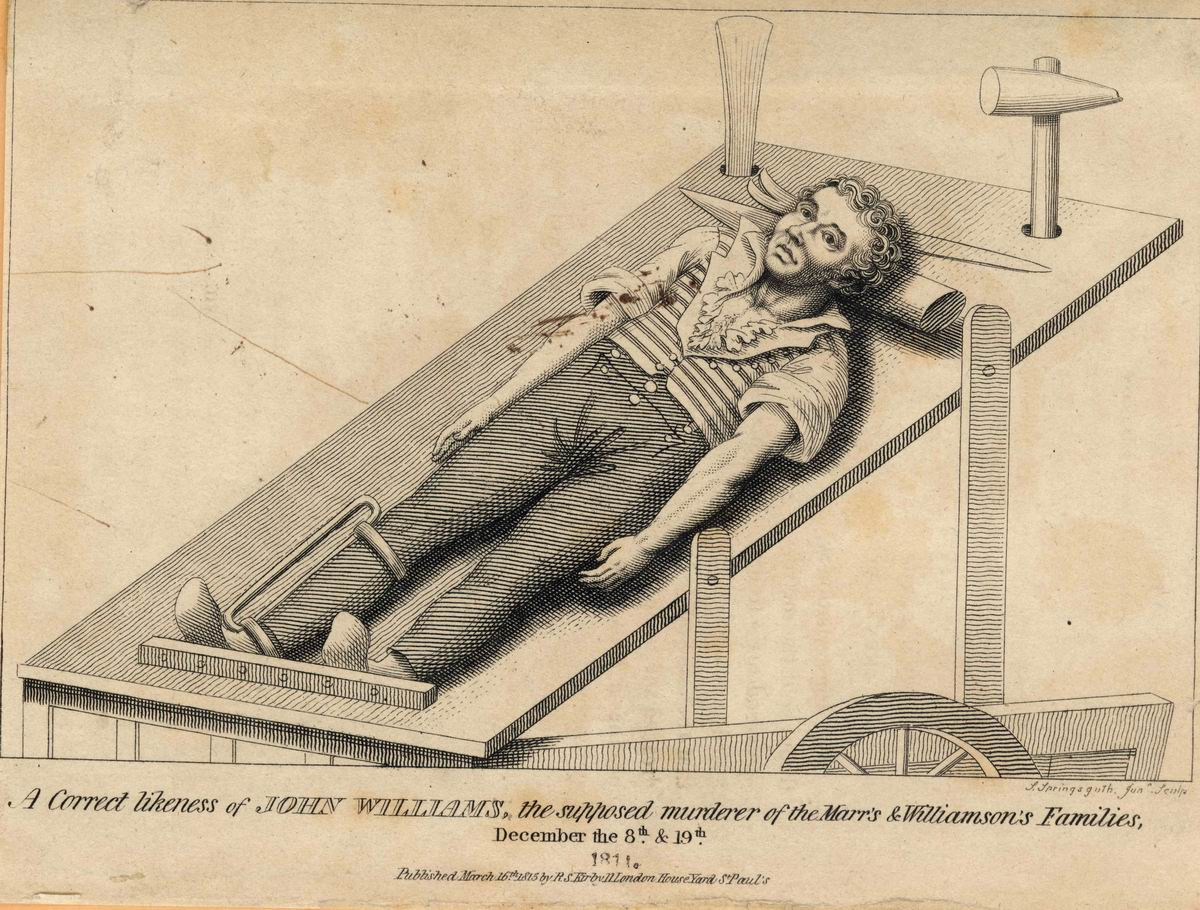
Zeichnung von der Leiche John Williams, wie er auf dem Karren aufgebahrt wurde. Die Zeichnung entstand erst vier Jahre nach dem Vorfall und ist daher nicht akkurat.

Am 31. Dezember 1811 wurde der Leichnam von John Williams durch die Straßen geführt. Er wurde dazu auf eine geneigte Holzplattform gelegt, die sich wiederum auf einem Karren befand. Man hatte ihn mit einem sauberen weißen Spitzenhemd, blauen Hosen und braunen Strümpfen bekleidet. Das war ein Erscheinungsbild, wie es für einen Arbeiter typisch war. Er trug jedoch weder einen Schal um den Hals noch einen Hut, was zur damaligen Zeit Merkmale von Anstand und Respektabilität waren. Mit seinem rechten Bein war er an den Karren gefesselt.
Die Prozession begann ihren Weg um 10 Uhr morgens. Der Hauptschutzmann führte sie an, gefolgt von mehreren hundert weiteren Schutzleuten, dahinter eine Patrouille mit gezogenem Degen, es folgten weitere Schutzleute sowie die Vertreter der Kirchengemeinden von St. George, St. Paul und Shadwell zu Pferde, der Hauptschutzmann des Countys Middlesex, ebenfalls zu Pferd, begleitet von weiteren berittenen Schutzkräften. Erst dann folgte der Karren mit der Leiche von Williams. Ein weiterer Verbund von Schutzleuten bildete den Schluss der Prozession.
Eine Menschenmenge säumte den Weg der Prozession. Läden blieben aus Respekt vor den Ermordeten geschlossen. Die Prozession führte in gemäßigtem Tempo entlang des Ratcliffe Highways zum Haus der Marrs. Dort blieb der Karren für eine Viertelstunde stehen. Ein aufgebrachter Zuschauer kletterte auf den Wagen und drehte Williams Kopf mit Gewalt in Richtung des Hauses. Dann führte der Weg der Prozession zur New Gravel Lane, wo der Karren erneut für einige Zeit stillstand. Die Prozession führte weiter entlang der Cannon Street bis zum damaligen Stadtrand. An dieser Stelle wurde ein Pfahl durch das Herz von Williams getrieben. Nach einigen zeitgenössischen Berichten wurde dafür der Hammer benutzt, der eines der Tatwerkzeuge gewesen war. Danach wurde der Leichnam in eine Grube geworfen.

## Reaktion der Öffentlichkeit
Die Anzahl der Morde in Großbritannien ist für das frühe 19. Jahrhundert nicht erfasst. 1810 waren jedoch lediglich 15 Personen aus einer Bevölkerung von 10 Millionen Menschen wegen Mord verurteilt worden. Sofern die Zahl der Verurteilungen ein realistisches Bild über die Zahl der Morde gibt, entsprach dies 0,15 Morden pro 100.000 Einwohnern. Im Vergleich dazu kommen in der EU im Schnitt auf 100.000 Personen jährlich 1,8 Morde. Entsprechend erregte der Mord an der Familie Marr und ihrem Lehrling in der Öffentlichkeit große Aufmerksamkeit, die sich nach den Morden am 19. Dezember noch einmal verstärkte. Thomas De Quincey, der 1811 in Grasmere im Nordwesten Englands lebte, beschrieb die Panik und die Angst, die unter der britischen Bevölkerung herrschten, als unbeschreiblich. Eine seiner Nachbarinnen würde sich mit ihren paar Dienstboten des Nachts in ihrem Haus regelmäßig verbarrikadieren. Auch in den Archiven des britischen Innenministeriums finden sich Briefe aus allen Teilen des Vereinigten Königreichs, die die Sorge bestätigen, die unter der Bevölkerung herrschte. Vielen von ihnen verlangten nach einer Reform des Polizeiwesens, deren Umgang mit den Morden als inadäquat empfunden wurde.

### Flugschriften und Broschüren
Bereits unmittelbar nach den ersten Morden wurden Flugschriften auf den Straßen verkauft, die die Nachricht von den Morden auch schnell in andere Regionen Großbritannien verbreiteten. Solche Flugschriften waren typisch für die Zeit vor 1850, weil Zeitungen für den größten Teil der Bevölkerung zu teuer waren. Selbst der Kauf dieser Flugschriften lag jenseits der finanziellen Möglichkeiten eines großen Teils der britischen Bevölkerung. Pubs und Kaffeehäuser hängten deshalb solche Flugschriften gewöhnlich in ihren Räumen aus, damit ihre Kunden sie dort lesen konnten. Typisch war es, dass diese Flugschriften sequenziell in den Umlauf kamen. Ein erstes beschrieb das Verbrechen, ein mögliches weiteres machte weitere Details zum Tathergang bekannt, wenn sich solche ergaben. Ein zweites oder drittes beschäftigte sich mit der Anhörung des Friedensrichters nach einer Verhaftung, dann folgte eins zum Prozess und ein letztes, das sich in der Regel am besten verkaufte, enthielt die Beschreibung der Hinrichtung des Täters. Sie verkauften sich am besten direkt am öffentlichen Hinrichtungsort und folgten in ihrem Inhalt meist einem Muster: das Klagegeschrei des Verurteilten, seine letzte Beichte und dann Details zur Hinrichtung, die wegen des unmittelbaren Verkaufs am Hinrichtungsort, meist vorgefertigt waren und keineswegs eine journalistisch genaue Beschreibung der Hinrichtung waren. Broschüren bedienten in ähnlicher Weise die Neugier der Öffentlichkeit. Sie bestanden in der Regel aus acht Seiten, die sich in ihrem Inhalt kaum von den Flugschriften unterschieden, aber genauso schnell auf dem Markt waren. Ein erhalten gebliebenes Pamphlet gibt alle Details zur gerichtlichen Untersuchung des Tatvorgangs wieder und war deshalb vermutlich fünf Tage nach den ersten Morden auf dem Markt.
Kurz nach den Morden vom 7. Dezember waren Flugschriften im Umlauf, die Ausländer der Tat beschuldigten. Andere hielten fest, dass Celia Marr vor wenigen Monaten ein Dienstmädchen wegen Diebstahls entlassen hatte und von diesem deshalb mit Mord bedroht worden war. In einer Broschüre wurde auch eine Beschreibung der Kleidung der Dienstmagd wiedergegeben: für die Leser war klar, dass die Samtjacke, die federgeschmückte Haube und die riemengeschnürten Schuhe, die das Dienstmädchen angeblich trug, nicht mit dem Lohn eines Dienstmädchen bezahlbar waren. Sie musste wohl einen unmoralischen Lebenswandel führen.

### Teilnahme an den Beerdigungen

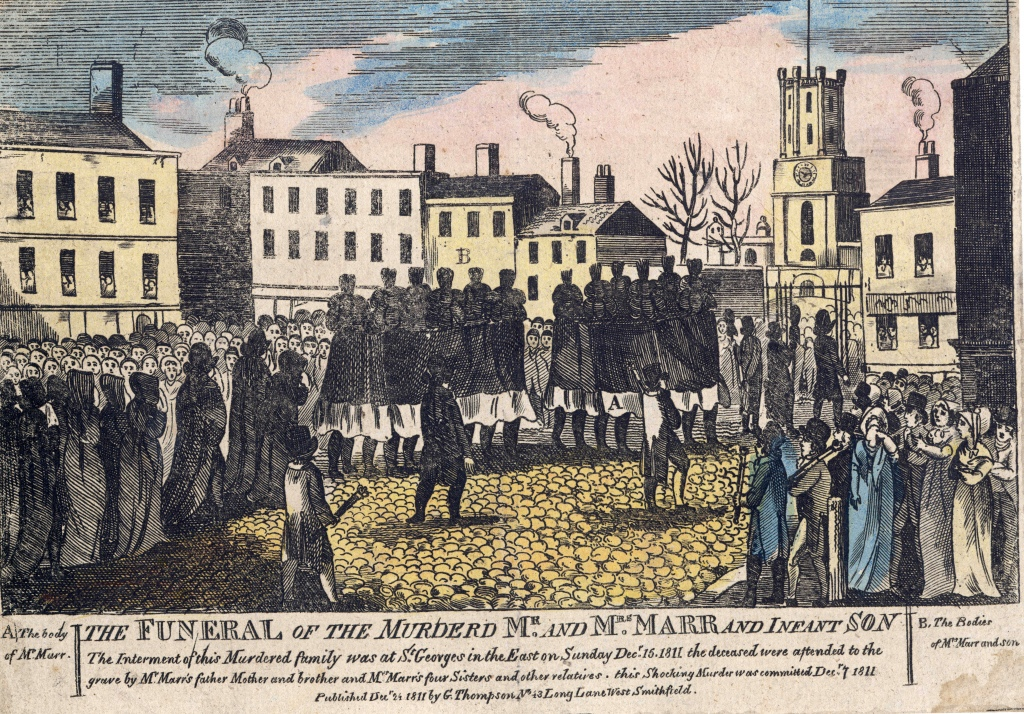
Der Leichenzug der Marrs am 15. Dezember 1811

An den Beerdigungen der Mordopfer nahmen neben Familienmitgliedern und Freunden auch zahlreiche Schaulustige teil. Der Weg, den der Leichenzug der Marrs nahm, war so von Neugierigen gesäumt, dass der Weg in die Kirche nahezu versperrt war. Auch die Beisetzungen waren Gegenstand umfangreicher Berichterstattungen. Selbst der schottische Caledonian Mercury informierte seine Leser detailliert über diese und gab sogar die Reihenfolge der Särge und der wichtigsten Trauergäste wieder.

## Wiederfund der Leiche von Williams
Bis 1886 hatte sich London so weit vergrößert, dass sich sowohl der Tatort als auch der Anger, auf dem man die Leiche von John Williams begraben hatte, zum dichtbesiedelten inneren Viertel Londons entwickelt hatten. Als Arbeiter Ausschachtungen vornahmen, um Gasleitungen zu legen, wurde an der Grabesstelle ein von einem Pfahl durchbohrtes Skelett gefunden. Nach Gerüchten kam der Schädel in Besitz eines Gastwirts, der einen Pub an der Kreuzung von Cable Street und Cannon Street Road betrieb.
Im selben Jahr berichtete die Pall Mall Gazette, dass sich im Nachlass von Madame Tussaud ein Porträt von John Williams befinde, das noch zu Lebzeiten Williams vom englischen Maler Thomas Lawrence gezeichnet worden war.

## Nachwirkungen

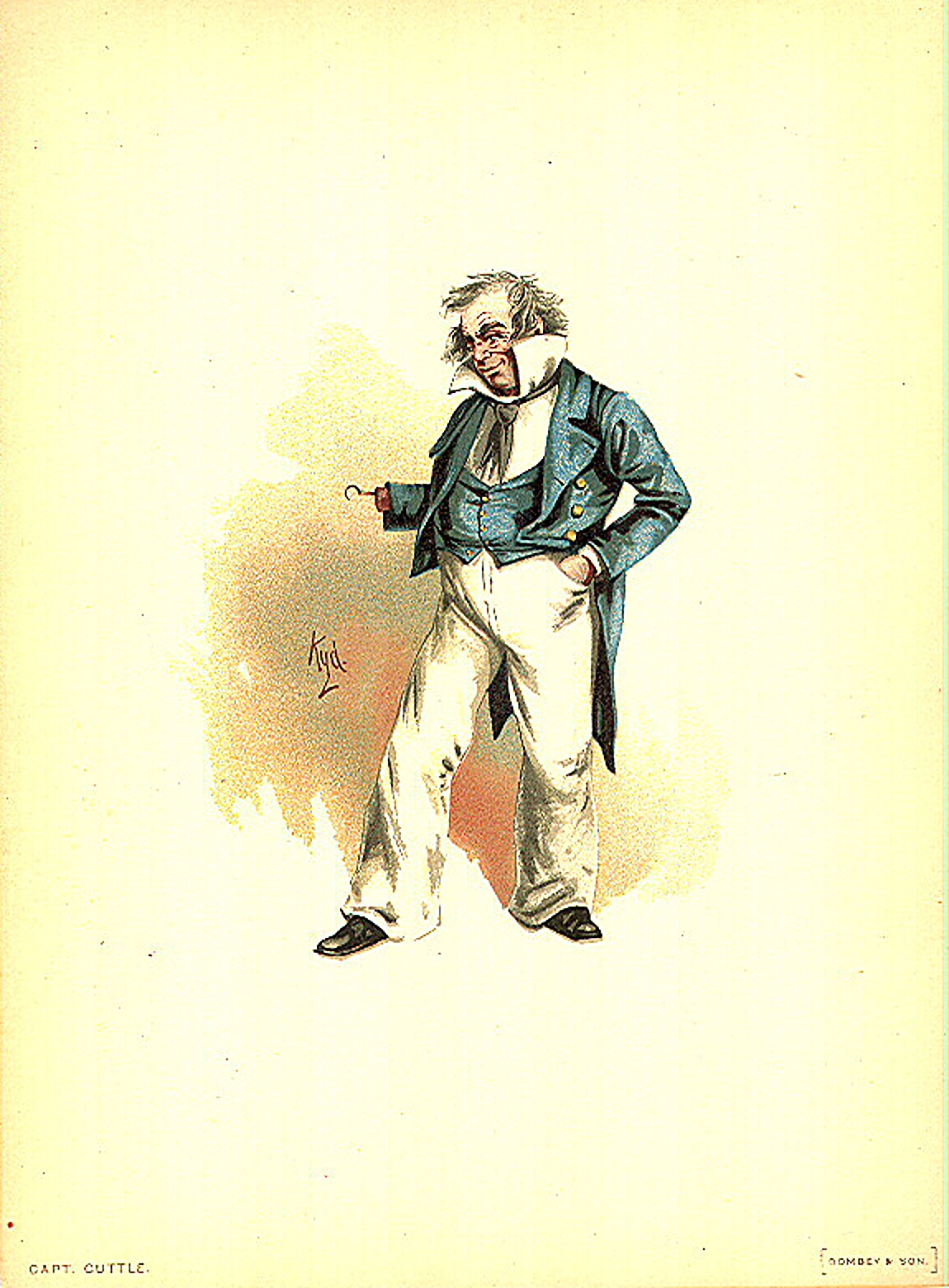
Die Figur des Captain Cuttle aus Dickens Roman Dombey and Son, der eine Anspielung auf die Ratcliffe-Highway-Morde enthält

Der spektakuläre Mordfall am Ratcliffe Highway beschäftigte noch Jahrzehnte später britische Medien, wobei nicht nur die unmittelbar nach der Tat umlaufenden Gerüchte immer wieder gedruckt, sondern auch immer wieder neue erfunden wurden. Charles Dickens druckte in seinem Magazin All the Year Round folgende Aussage:

„Williams war so bekannt als verrufener Mann, dass der Kapitän seines Schiffes, der Roxburgh Castle, auf Grund seines schmierigen und hinterhältigen Wesens immer vorhersagte, dass er eines Tages den Galgen besteigen werde.“

In Dickens Roman Dombey and Son, der 1847/1848 als Fortsetzungsroman erschien, befindet sich ebenfalls eine Anspielung auf die Ratcliffe-Highway-Morde. Als Captain Cuttle, der in der Nähe der Hafenanlagen lebt, eines Tages seine Fensterläden geschlossen lässt, spekulieren seine Nachbarn, dass er wohl durch einen Hammer erschlagen auf der Treppe läge. Ein großer Teil der Zeitgenossen dürfte zum Erscheinungszeitpunkt dieses Romans die Anspielung auf die mehr als drei Jahrzehnte zurückliegenden Morde noch verstanden haben.
Die erste Doppelfolge der britischen Kriminalfilm-Fernsehserie Whitechapel trägt den Titel Neue Morde am Ratcliffe Highway und bezieht sich auf den Fall. Ebenso nimmt der Mystery- und Horrorfilm The Limehouse Golem von 2016, in dem die Schauspieler Bill Nighy und Olivia Cooke die Hauptrollen spielen, inhaltlich Bezug auf den Kriminalfall.

## Einzelbelege
1. 1 2 3 4 5 6  Flanders: The Invention of Murder. S. 11.
2. ↑  Flanders: The Invention of Murder. S. 16.
3. ↑  P. D. James, T. A. Critchley: The Maul and the Pear Tree. Vorwort
4. 1 2 3 4  Flanders: The Invention of Murder. S. 1.
5. ↑  P. D. James, T. A. Critchley: The Maul and the Pear Tree. S. 8.
6. ↑  P. D. James, T. A. Critchley: The Maul and the Pear Tree. S. 11.
7. ↑  P. D. James, T. A. Critchley: The Maul and the Pear Tree. S. 14.
8. 1 2  Flanders: The Invention of Murder. S. 3.
9. ↑  P. D. James, T. A. Critchley: The Maul and the Pear Tree. S. 55. und S. 56.
10. ↑  Flanders: The Invention of Murder. S. 6.
11. ↑  Flanders: The Invention of Murder. S. 7.
12. 1 2 3  Flanders: The Invention of Murder. S. 8.
13. 1 2 3  Flanders: The Invention of Murder. S. 9.
14. 1 2  P. D. James, T. A. Critchley: The Maul and the Pear Tree. S. 122.
15. 1 2 3  Flanders: The Invention of Murder. S. 4.
16. 1 2 3  Flanders: The Invention of Murder. S. 5.
17. ↑  Flanders: The Invention of Murder. S. 10. Im Original lautet das Zitat: Williams was so notorious an infamous man, for all his oily and snaky duplicity, that the captain of his vessel, the Roxburgh Castle, had always predicted that he would mount the gibbet.
18. ↑  Flanders: The Invention of Murder. S. 10.